# Ида (филм)
Вижте пояснителната страница за други значения на Ида.
„Ида“ (на полски: Ida) е полски драматичен филм от 2013 г. на режисьора Павел Павликовски. Премиерата е на 11 септември 2013 г. на кинофестивала в Гдиня, а в България филмът е показан през март 2014 г. в рамките на София Филм Фест. „Ида“ печели множество награди и става първият полски филм, отличен с Оскар за най-добър чуждоезичен филм.

## Награди и номинации
| Категория                                        | Номиниран(и)                        | Резултат                    |
| Оскар (22 февруари 2015 г.)                      | Оскар (22 февруари 2015 г.)         | Оскар (22 февруари 2015 г.) |
| ------------------------------------------------ | ----------------------------------- | --------------------------- |
| Най-добър чуждоезичен филм                       | Най-добър чуждоезичен филм          | награда                     |
| Най-добра кинематография                         | Ришард Ленчевски и Лукаш Зал        | номинация                   |
| Награда на БАФТА (8 февруари 2015 г.)            |                                     |                             |
| Най-добър чуждоезичен филм                       | Най-добър чуждоезичен филм          | награда                     |
| Най-добра кинематография                         | Ришард Ленчевски и Лукаш Зал        | номинация                   |
| Златен глобус (11 януари 2015 г.)                |                                     |                             |
| Най-добър чуждоезичен филм                       | Най-добър чуждоезичен филм          | номинация                   |
| Европейски филмови награди (13 декември 2014 г.) |                                     |                             |
| Най-добър филм                                   | Най-добър филм                      | награда                     |
| Награда на публиката                             | Награда на публиката                | награда                     |
| Най-добър режисьор                               | Павел Павликовски                   | награда                     |
| Най-добър сценарий                               | Ребека Ленкевич и Павел Павликовски | награда                     |
| Най-добра кинематография                         | Ришард Ленчевски и Лукаш Зал        | награда                     |
| Най-добра актриса                                | Агата Чебуховска                    | номинация                   |
| Най-добра актриса                                | Агата Кулеша                        | номинация                   |
| Сателит (15 февруари 2015 г.)                    |                                     |                             |
| Най-добър чуждоезичен филм                       | Най-добър чуждоезичен филм          | номинация                   |